# Nature Chemistry
Nature Chemistry — хімічний науковий журнал, що видається Nature Portfolio з 2009 року.

## Про журнал
Журнал публікує статті, присвячені останнім досягненням в царині хімії. Основні напрямки досліджень, представлені в журналі, включають в себе:
- Каталіз (див. також Nature Catalysis)
- Комп'ютерна та теоретична хімія
- Хімія довкілля
- Екологічна хімія
- Медична хімія
- Ядерна хімія
- Хімія полімерів
- Супрамолекулярна хімія
- Хімія поверхонь
- Біонеорганічна, біоорганічна, металоорганічна і фізико-органічна хімія